# Kocsis Károly (villamosmérnök)
Kocsis Károly (Komárom, 1935. május 5. – Gödöllő, 2005. november 9.) magyar villamosmérnök, közgazdász, egyetemi rektor.

## Tanulmányai
Egyetemi tanulmányait a Budapesti Műszaki Egyetemen kezdte, ahol 1958-ban okleveles villamosmérnöki diplomát szerzett. A Marx Károly Közgazdaságtudományi Egyetemen 1963-ban okleveles közgazda diplomát kapott. 1963-ban szerzett egyetemi doktori fokozatot, 1969-ben lett a mezőgazdaság tudomány kandidátusa. 1978-ban nevezték ki egyetemi tanárnak.

## Életpályája
1958-1959 között a Ganz Kapcsolók és Készülékek Gyára önálló szerkesztője volt. 1959-től a Gödöllői Agrártudományi Egyetem (GATE) Mezőgazdasági Gépészmérnöki Karán a mezőgazdaság villamosítása és állattenyésztési gépei tanszéke tanársegéde, majd adjunktusa volt. 1964-1965 között a Readingi Egyetemen kutatóként dolgozott. 1968-1978 között docens, 1978-1982 között a GATE alkalmazott villamosságtani tanszéken egyetemi tanár és rektorhelyettes, 1990-1996 között rektor volt. 1982-1990 között Rómában a FAO Európai Mezőgazdasági Energetikai Együttműködési Hálózat főkoordinátoraként tevékenykedett. 1990-1996 között az Agrártudományi Egyetemek Rektori Kollégiuma, 1991-1996 között a Magyar Rektori Konferencia elnöke volt. 1996-2005 között a Gazdaság- és Társadalomtudományi Kar Európai Tanulmányok Központjának alapító igazgatója volt.

## Tudományos közéleti pályafutása
A mezőgazdasági tudományok kandidátusa (1968), 12 évig az MTA Agrárműszaki Bizottság titkára, majd tagja volt. Az Energiagazdálkodási Tudományos Egyesület. mezőgazdasági szakosztályának és a Magyar Biomassza Társaság megalapítója és elnöke volt. 1991-1992-ig a Magyar Rektori Konferencia elnöke.

## Családja
Első házasságából két gyermek (egy fiú és egy lány) született,

## Díjak, elismerések
- A Mezőgazdaság Kiváló Dolgozója (1967)
- Az Oktatásügy Kiváló Dolgozója (1976)
- Magyar Felsőoktatásért Emlékplakett (1992)
- Moszkvai Mezőgazdasági Akadémia tiszteletbeli tagja (1994)
- Pest Megyei Önkormányzat Tudományos Díja (1994)
- A Magyar Köztársaság Érdemrend középkeresztje a csillaggal (1995)
- Széchenyi professzori ösztöndíj (1999)
- SZIE Babérkoszorú arany fokozat (2002)
- Pro Negotio Universitatis (2004)

## Publikációi
Több mint 120 tudományos közlemény és szakcikk, 12 szakkönyv, 14 egyetemi jegyzet szerzője. A Magyar Országos Közös Katalógusban (MOKKA) 42 kötet található, amelynek szerzője vagy társszerzője Kocsis Károly. Köteteiben főleg a mezőgazdaság gépesítésével, az energiagazdálkodással és biológiai erőforrások felhasználásával foglalkozott.